# Njakarivier
Njakarivier (Zweeds: Njakajoki of Njáhkájohka) is een rivier die stroomt in de Zweedse  gemeente Kiruna. De rivier verzorgt de afwatering van het Njakameer. De rivier stroomt naar het zuidwesten. Na 8 kilometer stroomt ze de Luossarivier in.
Afwatering: Njakarivier → Luossarivier → Koomeer → Noordelijke Taalumeer → Zuidelijke Taalumeer → Taalurivier → Korttomeer → Korttobaai → Torneträsk → Torne → Botnische Golf